# 恐慌
恐慌是一种强烈的突然性的感觉。恐慌的出现会支配人的正常思维和逻辑，取而代之的是焦虑感和本能的战斗或逃跑的行动。恐慌很可能在大型团体聚会或人群中出现，从而造成大规模恐慌。
许多广为人知的大规模恐慌案件都是在大规模公共活动时发生的，各国政府也在为防止由恐慌所引起的各种事件例如踩踏事故。在麦加，平均每年会有250名朝圣者因踩踏事件而死亡。麦加当局也因此加装了保护设施。在1989年4月15日，在英格兰谢菲尔德的希斯堡球场发生了令人震惊的希斯堡惨剧，共造成96人死亡。这起惨剧使得球场入口和座位排序在1980年代末开始调整或更新。